# Anna Ndege
Anna Ndege (sinh ngày 5 tháng 3 năm 1982 tại Shinyanga) là một vận động viên chạy cự ly trung bình người Tanzania. Thành tích cá nhân tốt nhất của cô là 4: 09,71 phút cho 1500 mét là kỷ lục của Tanzania về khoảng cách.
Kết quả tốt nhất của cô là một vị trí thứ mười chín trong cuộc đua ngắn tại Giải vô địch quốc gia xuyên quốc gia năm 2001. Cô hai lần đại diện cho Tanzania tại cuộc thi ở cấp cao, chạy trong cuộc đua ngắn vào năm 2001 và 2002. Cô thi đấu tại Đại hội Thể thao Khối thịnh vượng chung năm 2002, chạy trong cả hai sự kiện 800 mét và 1500 mét. Cô là một huy chương nhỏ trong cả hai khoảng cách tại Đại hội thể thao quân sự châu Phi.